# Castell Palau d'Albalat dels Tarongers
La Casa palau d'Albalat dels Tarongers, també coneguda com a casa del Castell o casa dels Blanes, es troba al nucli urbà de la població, davant del pont que creua el riu Palància, i propera a l'església parroquial. Es tracta d'una sòlida casa senyorial fortificada, encara que probablement s'aixequés sobre construccions més antigues, ja que s'han trobat evidents vestigis romans. És bé d'interès cultural amb número RI-51-0010761.
Gairebé amb seguretat, va ser iniciada sota el senyoriu de Jofré de Blanes, a la fi del segle xiv, i s'hi va allotjar el monarca Martí l'Humà el 1401 o 1403. Encara que ha sofert nombroses reformes posteriors, és amb tot el palau gòtic més ben conservat de la comarca, i s'hi poden observar clarament la barreja d'elements palatins amb defensius, característica de les cases senyorials d'aquesta època. Des de l'any 1897, pertany a la família Baixauli.

## Descripció
L'edifici es troba a l'interior del nucli urbà. Es tracta d'una potent construcció que va ser la seu del senyoriu, estant lligada a la baronia de Segart. La seua construcció data dels segles XIV o XV. Tot i que ha sofert nombroses restauracions, encara conserva els distintius de la seua construcció noble i part dels elements defensius, com les seves torres emmerletades.
Té un semisoterrani amb gran quantitat d'arcs ogivals i de mig punt, de pedra calcària blava i tres plantes amb totes les dependències d'una casa noble, amb cavallerisses, almàssera, saló noble i habitacions. També s'hi troba l'antic calabós municipal. Hi ha indicis d'una possible comunicació amb l'església per mitjà d'un pas subterrani, que es troba en l'actualitat encegat.

## Història
En l'estudi realitzat per Andrés Monzó i publicat en els Annals del Centre de Cultura Valenciana, se situa l'emplaçament actual del castell, església i casa abadia sobre una important vil·la hispanoromana, per l'existència d'un colomar, en l'actualitat enterrat. A l'escala de la casa, hi ha una làpida en calcària blanca amb una inscripció en llatí, la qual podria haver estat arrencada en construir l'almàssera.
Hi ha una porta, situada com a base de la paret nord-est del castell, que dona a la plaça, situada a uns tres metres sota el seu nivell, que té als seus costats sis carreus de menor mida del normal, de calcària blava. Les dovelles que falten en l'arc estan col·locades sense ordre ni concert, al centre de la paret que el tanca. És molt probable que es desmuntessin al segle xiv per donar més consistència a la paret que s'edificava. L'origen hispànic d'aquesta ho certifica el formigó romà que encara es pot veure a la part esquerra. El buit d'aquesta porta té de llum 1,90 metres d'ample per 1,40 d'alt fins a l'arrencada de l'arc rebaixat. La paret que cobreix el buit, segons prospeccions realitzades, té més d'un metre de gruix.
L'any 1988, amb motiu de la reparació de la fonamentació de les pilastres de l'església, van aparèixer una grutes subterrànies que contenien una gran quantitat d'ossos i ceràmica. En els segles que va durar la dominació musulmana, hi ha proves documentals que acrediten l'existència d'una alqueria. La conquesta es va produir amb anterioritat a l'any 1238, ja que queda constància que Jaume I va donar la població i el seu castell a l'abat de Fuentclara l'any 1238. Amb posterioritat, ostentaria la titularitat del senyoriu el noble Raimon de Torís. Aquest el vendria, l'any 1379, al matrimoni format per Jofré de Blanes i Margarita de Bonastre, que l'inclourien en els seus territoris que formaven la baronia de Segart. L'expulsió dels moriscos, l'any 1609, va implicar que la població quedés gairebé deshabitada, raó aquesta per la qual tres anys més tard s'iniciaria la repoblació amb gent d'origen català.